# Thảm sát Katowice

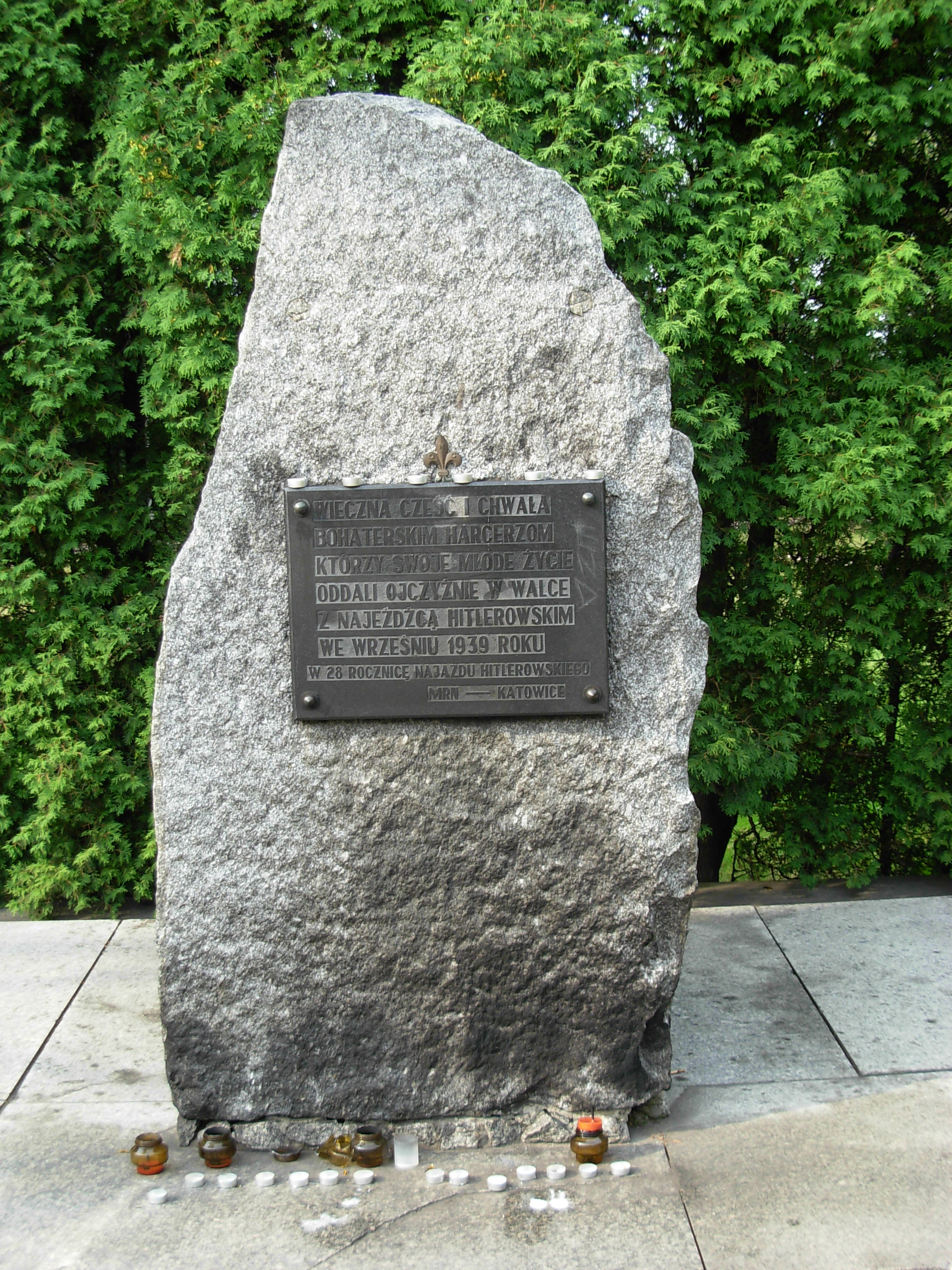
Một đài tưởng niệm cho các Hướng đạo sinh Ba Lan đã hy sinh bảo vệ Katowice vào tháng 9 năm 1939. Một số hướng đạo viên đã chết là nạn nhân của vụ hành quyết ngày 4 tháng 9 năm 1939.

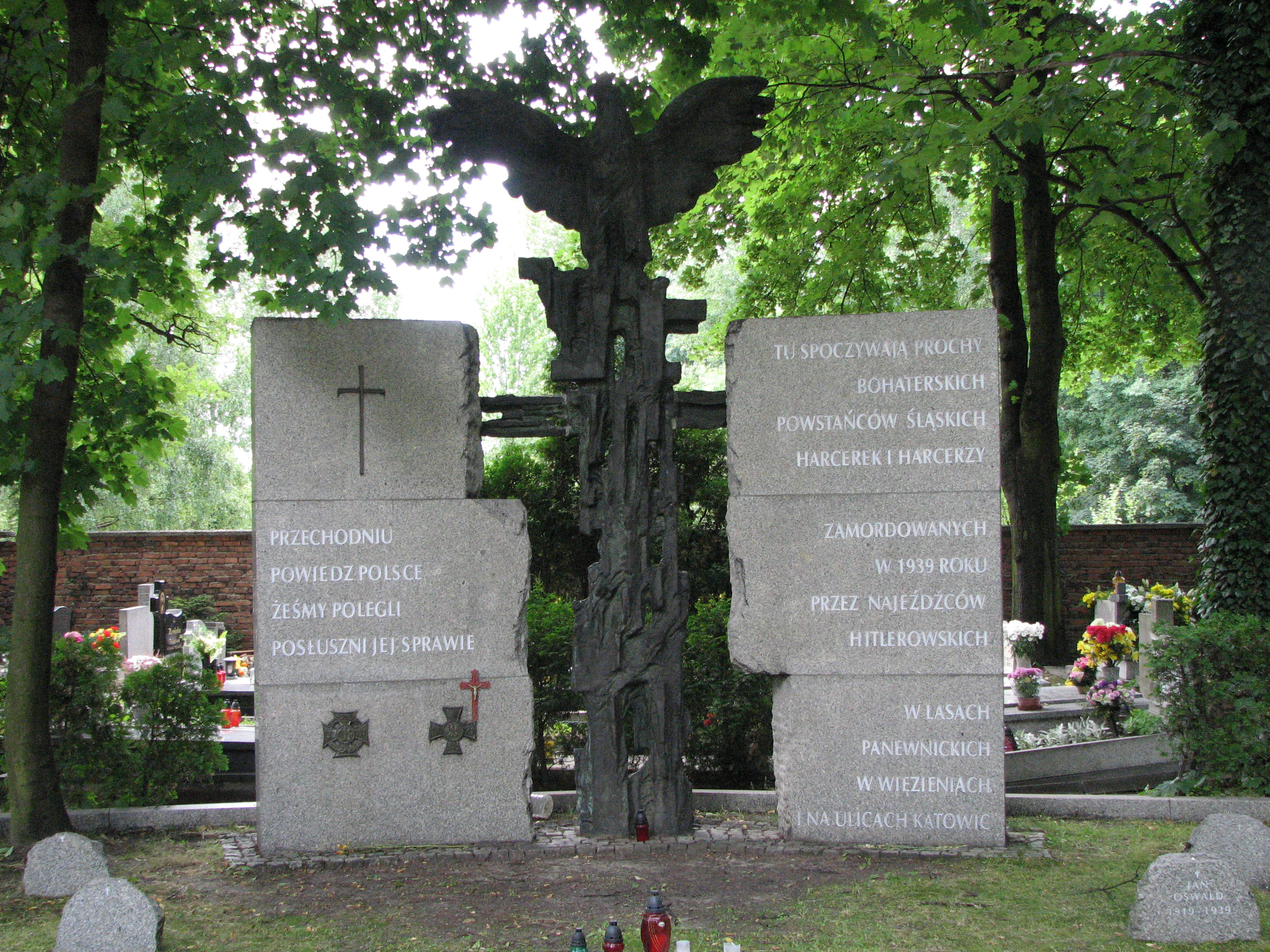
Đài tưởng niệm Những người bảo vệ Katowice, được mô tả trên dòng chữ là "Những người nổi dậy Silesian, những hướng đạo sinh, bị sát hại vào năm 1939 bởi những kẻ xâm lược Hitlerite, trong rừng, đường phố và nhà tù của Katowice"

Vụ thảm sát Katowice hay Ngày Thứ Hai Đẫm máu ở Katowice  diễn ra vào ngày 4 tháng 9 năm 1939 là một trong những tội ác chiến tranh lớn nhất của Wehrmacht trong cuộc xâm lược Ba Lan. Vào ngày hôm đó, những người lính Wehrmacht của Đức được hỗ trợ bởi lực lượng dân quân Freikorps đã hành quyết khoảng 80 người Ba Lan bảo vệ thành phố. Những người bảo vệ đó là các tình nguyện viên dân quân tự vệ, bao gồm những người tham gia cuộc nổi dậy Silesian trước đây,  hướng đạo sinh Ba Lan, và có thể là một số lính Ba Lan rút lui từ lực lượng chính quy Ba Lan đã gia nhập dân quân.

## Liên kết ngoại
- (bằng tiếng Ba Lan) Photo of the column of Polish prisoners on 4th September 1939, led to the place of the execution